# 美里町立小牛田中学校
美里町立小牛田中学校（みさとちょうりつ こごたちゅうがっこう）は、宮城県遠田郡美里町牛飼にあった公立中学校。

## 概要
ほど近い北側に江合川、南側に陸羽東線、東側に宮城県小牛田農林高等学校のある小牛田地区の市街地のはずれにあった。

## 沿革
旧小牛田中学校
- 1947年（昭和22年）4月1日 - 小牛田町立小牛田中学校として開校。

新小牛田中学校
- 1965年（昭和40年）4月1日 - 小牛田中学校、小牛田町立中埣中学校、小牛田町立北浦中学校が統合して新設の小牛田中学校が開校
- 2006年（平成18年）1月1日 - 美里町立小牛田中学校に改称
- 2025年（令和7年）3月31日 - 小牛田中学校、美里町立不動堂中学校、美里町立南郷中学校が統合して美里町唯一の中学校美里町立美里中学校の開校に伴い閉校。

## 部活
サッカー部
野球部
男女テニス部
男女卓球部
男女バスケ部
女子バレー部
ハンドメイド部
吹奏楽部
美術部

## 大会期間中のみ
陸上部
駅伝部
水泳部

## 学区
牛飼一区、西原、八幡、牛飼二区、牛飼三区、町一区、町二区、下小牛田一区、下小牛田二区、彫堂、大口、横埣（原・新苗代下・新原・新高原囲いの県道鹿島台〜高清水線の東側・中新田（9〜22・39〜52・69〜75）・下新田（1の1〜11・30〜35・41の1〜51・58〜68の1・69の1〜79・86〜96の1番））、御免、関根、谷地、二又、中組、横埣（以下を除く：原・新苗代下・新原・新高原囲いの県道鹿島台〜高清水線の東側・中新田（9〜22・39〜52・69〜75）・下新田（1の1〜11・30〜35・41の1〜51・58〜68の1・69の1〜79・86〜96の1番））、新田、起谷、中埣一区、中埣二区、中埣三区、高城、荻埣、平針一区、平針二区、平針三区 

## 出身者
- 鈴木大吉 - 日本団体生命保険副社長
- 袖井林二郎 - 法政大学名誉教授
- 三神泉 - 国立天文台ハワイ観測所すばる望遠鏡開発建造プロジェクトリーダー
- 渡辺勝彦 - タレント
- ツルシカズヒコ - 週刊SPA編集長
- 石崎允 - 腎臓透析の世界的権威
- 力山敏樹 - 自治医科大学教授
- 相澤政宏 - 東京交響楽団首席フルート奏者
- 佐野光宜 - 予備校講師、河合塾英語科講師
- 成田英文 - オペラ歌手
- 芳賀史徳 - 読売日本交響楽団クラリネット奏者
- 千葉秀 - 音楽プロデューサー
- 芦部晃生 - プロサッカー選手（FC町田ゼルビア所属）

## アクセス
- 陸羽東線の北浦駅から車で5分
- 東北本線の小牛田駅から車で5分